# Science
Science (anglicky věda) je akademický časopis Americké asociace pro rozvoj vědy a je považován za jeden ze světově nejprestižnějších vědeckých časopisů. Odhadovaný počet čtenářů je jeden milion.

## Zaměření
Hlavní zaměření časopisu je zveřejňování různých vědeckých výzkumů, najdeme v něm však i jiné zprávy a názory související s vědou. Přestože je většina vědeckých časopisů zaměřena na specifické oblasti, Science a jeho rival Nature pokrývají celé spektrum vědeckých disciplín.
V roce 2007 obdržel časopis Science (spolu s časopisem Nature) prestižní Cenu knížete asturského v kategorii komunikace.
Časopis Science byl založen ve Washingtonu D.C., druhá kancelář je v Cambridge v Anglii.